# Gottfried Reinhold Treviranus
Gottfried Reinhold Treviranus (Bremen, 4 de Fevereiro de 1776 – Bremen, 16 de Fevereiro de 1837) foi um médico e naturalista alemão. 

## Vida
Nascido em Bremen, estudou medicina na Universidade de Göttingen, onde se doutorou em 1796. Um ano mais tarde foi nomeado professor de medicina e matemática na sua cidade natal. É considerado um dos primeiro a utilizar o termo biologia.
Em 1797, foi nomeado professor de medicina e matemática no Liceu de Bremen. Em 1816, ele foi eleito membro correspondente da Academia Real das Ciências da Suécia.
Seu irmão mais novo, Ludolph Christian Treviranus (1779–1864), foi um botânico.

## Trabalhos
Treviranus foi um proponente da teoria da transmutação das espécies, uma teoria da evolução sustentada por alguns biólogos antes do trabalho de Charles Darwin. Ele apresentou essa crença no primeiro volume de sua Biologie; oder die Philosophie der lebenden Natur, publicado em 1802, no mesmo ano, opiniões semelhantes foram expressas por Jean-Baptiste Lamarck.
Na década de 1830, ele foi o primeiro a identificar células fotorreceptoras de bastonete na retina usando um microscópio. 

## Publicações
- Biologie; oder die Philosophie der lebenden Natur für Naturforscher und Aerzte, (6 vol.,1802–22).
- Beiträge zur Lehre von den Gesichtswerkzeugen und dem Sehen des Menschen und der Thiere, (1828).
- Beiträge zur Aufklärung der Erscheinungen und Gesetze des organischen Lebens (with Ludolph Christian Treviranus), (2 vol.,1835–38).[4]